# Inés Pérez Suárez
Inés Pérez Suárez es una docente y política argentina del Partido Justicialista. Se desempeñó como subsecretaria de Derechos Humanos y Sociales de la Nación, entre 1997 y 1999, y como diputada nacional por la ciudad de Buenos Aires entre 2002 y 2005.

## Biografía
Se recibió de profesora en historia en 1972, ejerciendo como docente de enseñanza media y terciaria.
Comenzó su carrera pública como jefa de Promoción Cultural y Acción Educativa de la Mesa de Museos de Buenos Aires de 1974 a 1976. Entre 1984 y 1989 fue asesora en la comisión de Educación de la Senado de la Provincia de Buenos Aires.
Durante la intendencia de Carlos Grosso, de 1989 a 1991 fue directora general de museos de la Capital Federal. Entre 1991 y 1995 fue concejala de la ciudad de Buenos Aires por el Partido Justicialista (PJ), y en 1996 fue vicepresidenta segunda de la convención que sancionó la Constitución de la Ciudad Autónoma de Buenos Aires.
En las elecciones legislativas de 1997, fue candidata a diputada nacional por la ciudad de Buenos Aires, ocupando el tercer lugar en la lista del PJ. En diciembre de 1997, el presidente Carlos Menem la designó subsecretaria de Derechos Humanos y Sociales del Ministerio del Interior de la Nación, ocupando también la presidencia de la Comisión Nacional por el Derecho a la Identidad hasta diciembre de 1999.
En las elecciones legislativas de 2001, ocupó el segundo lugar en la lista de candidatos a diputados nacionales del Frente Unión por Buenos Aires, acompañando a Daniel Scioli.
En julio de 2002 asumió como diputada nacional por la ciudad de Buenos Aires en reemplazo de Miguel Ángel Toma (nombrado al frente de la Secretaría de Inteligencia del Estado), con el fin de completar su mandato hasta diciembre de 2003. A los pocos meses de asumir, en octubre de 2002 renunció a su banca para asumir otra en reemplazo de Scioli (designado secretario de Deportes de la Nación), completando el mandato hasta diciembre de 2005. Permaneció en el bloque Justicialista hasta 2003, cuando conformó un monobloque. A finales de su mandato, en abril de 2005 se integró a un interbloque con diputados del macrismo.
En la Cámara de Diputados fue vicepresidenta primera de la comisión de Libertad de Expresión, y vocal en las comisiones de Cultura; de Transportes; de Población y Recursos Humanos; de Derechos y Garantías; y Modernización del Funcionamiento Parlamentario.
Afiliada al Partido Justicialista desde 1972, en el ámbito partidario integró la junta electoral del PJ en 1998, fue consejera metropolitana (1989-1993), congresal nacional (1993-1997) y vicepresidenta del PJ de la ciudad de Buenos Aires entre 1997 y 1999.